# Antakaspis terminaliae
Antakaspis terminaliae är en insektsart som beskrevs av Mamet 1959. Antakaspis terminaliae ingår i släktet Antakaspis och familjen pansarsköldlöss.
Artens utbredningsområde är Madagaskar. Inga underarter finns listade i Catalogue of Life.